# Lukáš Daněk
Lukáš Daněk (* 19. September 1997 in Jilemnice) ist ein tschechischer Nordischer Kombinierer, der für den Verein ASO Dukla Liberec startet.

## Werdegang
Daněk, der im Alter von drei Jahren erstmals Ski fuhr und ein Jahr später seine ersten Sprünge absolvierte, gab am 4. September 2010 als Zwölfjähriger sein internationales Debüt im Rahmen des Alpencups in Liberec. Seine nächsten internationalen Wettkämpfe bestritt er erst dreieinhalb Jahre später bei den Nordischen Junioren-Skiweltmeisterschaften 2014 im Val di Fiemme. Ähnlich wie ein Jahr später bei den Nordischen Junioren-Skiweltmeisterschaften 2015 in Almaty belegte Daněk nur die hinteren Ränge. Am 14. Februar 2015 gab er in Ramsau sein Debüt im Continental Cup, erreichte seine ersten Punkte allerdings erst rund elf Monate später in Høydalsmo. Im restlichen Saisonverlauf konnte Daněk immer wieder Continental-Cup-Punkte gewinnen und zeigte sich auch bei den Nordischen Junioren-Skiweltmeisterschaften 2016 in Râșnov in guter Form. So verpasste er als Vierter sowohl im Sprint als auch mit dem Team nur knapp die Medaillenränge. Zum Saisonabschluss wurde er erstmals in das Weltcup-Team berufen. Zunächst wurde er in Schonach Achter mit der Staffel, bevor er sein Debüt bei einem Einzelwettkampf auf dem 43. Platz abschloss.
Im Winter 2016/17 versuchte sich Daněk immer wieder erfolglos im Weltcup, belegte dahingegen bei seinen Auftritten im Continental Cup gute Platzierungen. Bei den Nordischen Junioren-Skiweltmeisterschaften 2017 in Park City verpasste er im Gundersen Einzel als Vierter erneut nur knapp das Podest, welches er jedoch gemeinsam mit Ondřej Pažout, David Zemek und Jan Vytrval im Teamwettbewerb als Dritter erreichte. Wenige Wochen später ging er bei den Nordischen Skiweltmeisterschaften 2017 in Lahti an den Start, reihte sich bei den Einzelwettkämpfen allerdings nur auf den hinteren Plätzen ein.
Im Februar 2018 war Daněk Teilnehmer bei den Olympischen Winterspielen in Pyeongchang. Gemeinsam mit Tomáš Portyk, Ondřej Pažout und Miroslav Dvořák belegte er im Teamwettkampf den siebten Platz. Ende November 2018 wurde das tschechische Team um Vytrval, Portyk, Daněk und Pažout Fünfter zum Weltcup-Auftakt in Ruka. Bei den Nordischen Skiweltmeisterschaften 2019 in Seefeld belegte er bei den Einzelwettbewerben die Ränge 35 und 39 sowie mit dem Team den neunten. Daněk startete mit drei Ergebnissen unter den besten Zehn am Continental-Cup-Wochenende in Park City  in die Saison 2019/20, in deren weiteren Verlauf er nur noch beim Weltcup-Wochenende in Val di Fiemme an den Start ging. Dort verpasste er im Einzel die Punkteränge und wurde zudem im Teamsprint gemeinsam mit Jan Vytrval Fünfzehnter.
In der Vorbereitung auf die Saison 2020/21 hatte Daněk aufgrund körperlicher Probleme sowie einer COVID-19-Erkrankung immer wieder mit Trainingausfällen zu kämpfen. Die Auswirkungen führten auch dazu, dass er beim Weltcup-Auftakt im November 2020 in Ruka nach dem provisorischen Wettkampfdurchgang nicht mehr an den Start ging, da er sich noch zu schwach fühlte. Im weiteren Saisonverlauf kam er im Weltcup nicht mehr zum Einsatz und auch im zweitklassigen Continental Cup gelang ihm nur ein einziger Punktgewinn. Dennoch war er beim Saisonhöhepunkt, den Nordischen Skiweltmeisterschaften 2021 in Oberstdorf, Teil des tschechischen Aufgebots. Gemeinsam mit Jan Vytrval, Ondřej Pažout und Tomáš Portyk wurde er im Team Achter. Darüber hinaus belegte er im Gundersen Einzel von der Großschanze mit einem Rückstand von mehr als sechs Minuten den 36. Platz. Bei den beiden weiteren Wettbewerben ging er nicht an den Start. Anfang Oktober 2021 wurde er erstmals tschechischer Meister.
Am 19. Dezember 2021 lief er beim Weltcup-Wettbewerb in der Ramsau auf den 23. Platz und gewann somit die ersten Weltcup-Punkte seiner Karriere.

## Statistik

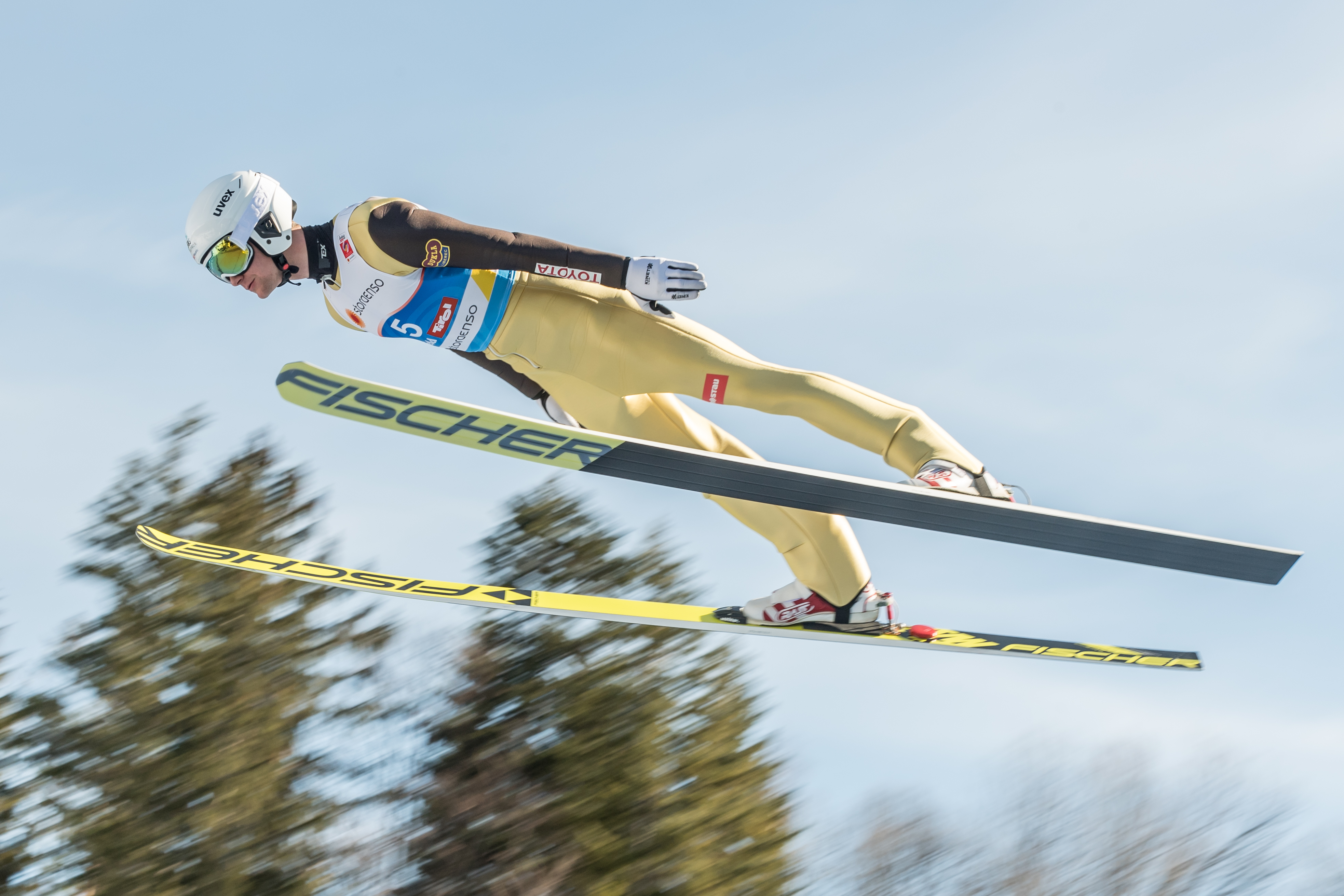
Daněk bei der WM 2019 in Seefeld

### Teilnahmen an Olympischen Winterspielen
| Jahr und Ort     | Wettbewerb   | Wettbewerb   | Wettbewerb |
| Jahr und Ort     | Gundersen NS | Gundersen GS | Team       |
| ---------------- | ------------ | ------------ | ---------- |
| 2018 Pyeongchang | DSQ          | 46.          | 07.        |
| 2022 Peking      | 21.          | 30.          | 07.        |

### Teilnahmen an Weltmeisterschaften
| Jahr und Ort    | Wettbewerb   | Wettbewerb   | Wettbewerb | Wettbewerb |
| Jahr und Ort    | Gundersen NS | Gundersen GS | Team       | Teamsprint |
| --------------- | ------------ | ------------ | ---------- | ---------- |
| 2017 Lathi      | 50.          | 49.          | –          | –          |
| 2019 Seefeld    | 35.          | 39.          | 09.        | –          |
| 2021 Oberstdorf | –            | 36.          | 08.        | –          |

### Continental-Cup-Platzierungen
| Saison  | Platz | Punkte |
| ------- | ----- | ------ |
| 2015/16 | 65.   | 043    |
| 2016/17 | 55.   | 048    |
| 2017/18 | 49.   | 085    |
| 2018/19 | 41.   | 089    |
| 2019/20 | 35.   | 112    |
| 2020/21 | 88.   | 001    |